# Setina (potok)
Setina je potok tekoucí v okrese Opava v Moravskoslezském kraji. Je to pravostranný přítok říčky Seziny, jehož celková délka činí 9,8 km. Plocha povodí měří 22,6 km².

## Průběh toku
Potok pramení v severovýchodní části Nízkého Jeseníku, severně od Skřipova, v nadmořské výšce okolo 485 m. Po celé své délce teče převážně východním směrem zalesněným údolím. Do Seziny se Setina vlévá u Panského Mlýna, jihozápadně od Kyjovic, v nadmořské výšce okolo 320 m.

### Větší přítoky
- Hlubočský potok – levostranný přítok přitékající od Hlubočce.